# Nick Carter (ambientalista)
Nick Carter (falecido em 2000) foi um ambientalista zambiano.
Ele foi agraciado com o Prémio Ambiental Goldman em 1997 pelos seus esforços em documentar a caça às baleias e crimes globais contra a vida selvagem, e também pelas suas contribuições para a organização de actividades que levaram ao Acordo de Lusaka entre seis países africanos em setembro de 1994, com o objetivo de fazer cumprir regulamentos como a Convenção sobre Comércio internacional de espécies ameaçadas de extinção.